# Gil Roland
Pour les articles homonymes, voir Roland (homonymie).
Gil Roland est un acteur de cinéma et de théâtre français, né Roland Gaston Michoulier le 9 janvier 1902 à Saint-Angeau (Charente) et mort le 18 mars 1967  à Saint-Michel (Charente).

## Filmographie

### Cinéma
- 1928 : La Danseuse Orchidée de Léonce Perret
- 1930 : L'Instinct de Léon Mathot et André Liabel : Guy d'Arteuil
- 1931 : Méphisto de Henri Debain et Georges Vinter : Robert d'Arbel
- 1931 : La Fortune de Jean Hémard
- 1934 : Le Rosaire de Tony Lekain et Gaston Ravel
- 1944 : Le Bal des passants de Guillaume Radot : "Aubertin"
- 1947 : Monsieur de Falindor de René Le Hénaff : "Maître Basilius"
- 1947 : Les Maris de Léontine de René Le Hénaff : "Adolphe Dubois"